# لوکومیر (ژیتوراجا)
لوکومیر (به صربی: Lukomir) یک منطقهٔ مسکونی در صربستان است که در ژیتوراجا واقع شده‌است. لوکومیر ۹۶۰ نفر جمعیت دارد.